# Рудницький Василь Васильович
Васи́ль Васи́льович Рудни́цький (* 1902 — ?) — український економіст, директор Інституту економіки АН УРСР в 1939—1941, заступник голови бюро Відділу суспільних наук АН УРСР (червень 1941), член Ради по вивченню продуктивних сил УРСР (з березня 1939).

## Загальні відомості
В. В. Рудницький очолив Інститут економіки АН УРСР в 1939 році після того, як його попередники (Асаткін Олександр Миколайович, Теплицький Василь Пахомович) на цій посаді були репресовані. За його керівництва у важкі роки Інституту вдалось дещо активізувати наукові дослідження. В ньому розроблялися проблеми продуктивності праці в Донбасі, видано «Социалистическое сельское хозяйство Советской Украины» (1939) та ін. монографії
В 1941—1945 перебував у лавах Червоної Армії.
Подальша доля В. В. Рудницького невідома.